# Херман Билунг
Херман Билунг (на немски: Hermann Billung, * 900/912 г., Harms ouden Dorp при Хермансбург; † 27 март 973, Кведлинбург) от саксонския благороднически род Билунги, е от 944 г. граф в Барденгау, от 953 или 956 г. маркграф (marchio) и понякога заместник (procurator regis) на крал Ото I в Херцогство Саксония. От 952 до 973 г. е саксонски херцог в Люнебург.

## Биография
Той е син на Билунг или Билинг († 26 май 967), вероятно граф в Източна Саксония. Той има двама по-големи братя Вихман I Стари († 962), граф в Барденгау, и Амелунг († 5 май 962), епископ на Ферден. Баща му е близък роднина с крал Хайнрих I.
През 936 г. Херман Билунг получава от херцога на Саксония и крал Ото I като princeps militiae (маркграф) задачата да пази границата на Източното франкско кралство и господството над редарите, абодритите, полабите, вагрите и цирципаните. Марката е наречена на него Марка на Билунг
Херман Билунг е погребан в църквата на основания от него манастир St. Michaelis в Люнебург.

## Семейство и деца
Херман Билунг е женен вероятно два пъти; първата му съпруга вероятно е Ода († 15 март сл. 973), неговата втора съпруга е Хилдесуит (Хилдегард ? от Вестербург). Херман има вероятно пет деца:
- Бернхард I (* 950; † 1011), херцог на Саксония (973 – 1011),

∞ Хилдегард, дъщеря на граф Хайнрих I Плешиви, граф на Щаде (929 – 976).
- Лиутгер (Лиудгер) († 26 февруари 1011) граф на Лезум и Вестфаленгау

∞ Емма фон Лезум (* 975/980; † 3 декември 1038), дъщеря на Иммед IV от род Имединги и Адела от Хамаланд, Светия
- Матилда I (* 935/945; † 25 май 1008)

∞ 961 Балдуин III, граф на Фландрия († 1 януари 962),
∞ 963 Готфрид I Пленник († 3/4 април сл. 995) 963/982 граф на Вердюн (Вигерихиди)
- Суанхилда (Шванхилда) (* 945/955; † 28 ноември 1014)

∞ Титмар I (* 920; † 3 август сл. 979), 965 – 979 маркграф на Нордмарк, 976 – 979 маркграф на Майсен и Мерзебург
∞ пр. 1000 Екехард I (убит 30 април 1002), 987 маркграф на Майсен
- Имма, игуменка в Херфорд (973 – 1002)